# Alemania Federal en la Copa Mundial de Fútbol de 1962
La selección de Alemania Federal fue una de las 16 participantes de la Copa Mundial de Fútbol de 1962, que se realizó en Chile.
La selección alemana occidental clasificó luego de obtener el primer lugar del Grupo 3 de la clasificación europea.

## Clasificación
| Equipo            | Pts | PJ | PG | PE | PP | GF | GC | Dif |
| ----------------- | --- | -- | -- | -- | -- | -- | -- | --- |
| Alemania Federal  | 8   | 4  | 4  | 0  | 0  | 11 | 5  | 6   |
| Irlanda del Norte | 2   | 4  | 1  | 0  | 3  | 7  | 8  | -1  |
| Grecia            | 2   | 4  | 1  | 0  | 3  | 3  | 8  | -5  |

| Fecha                   | Lugar             |                   |                              | Resultado |                              |                   |
| ----------------------- | ----------------- | ----------------- | ---------------------------- | --------- | ---------------------------- | ----------------- |
| 26 de octubre de 1960   | Belfast           | Irlanda del Norte | Bandera de Irlanda del Norte | 3:4 (1:1) | Bandera de Alemania          | Alemania Federal  |
| 20 de noviembre de 1960 | Atenas            | Grecia            |                              | 0:3 (0:3) | Bandera de Alemania          | Alemania Federal  |
| 10 de mayo de 1961      | Berlín Occidental | Alemania Federal  | Bandera de Alemania          | 2:1 (1:0) | Bandera de Irlanda del Norte | Irlanda del Norte |
| 22 de octubre de 1961   | Augsburgo         | Alemania Federal  | Bandera de Alemania          | 2:1 (2:0) |                              | Grecia            |

### Goleadores
| Jugador       | Goles | Minutos | PJ |
| Gert Dörfel   | 3     | 180     | 2  |
| Albert Brülls | 3     | 360     | 4  |
| Uwe Seeler    | 3     | 360     | 4  |
| ------------- | ----- | ------- | -- |
| Helmut Haller | 1     | 180     | 2  |
| Richard Kreß  | 1     | 360     | 4  |

## Jugadores
| #     | Nombre                  | Posición       | Edad           | Club                     |
| ----- | ----------------------- | -------------- | -------------- | ------------------------ |
| 1     | Hans Tilkowski          | Portero        | 26             | Westfalia Herne          |
| 2     | Herbert Erhardt         | Defensa        | 31             | Greuther Fürth           |
| 3     | Karl-Heinz Schnellinger | Defensa        | 23             | Colonia                  |
| 4     | Willi Schulz            | Defensa        | 23             | Schalke 04               |
| 5     | Leo Wilden              | Defensa        | 25             | Colonia                  |
| 6     | Horst Szymaniak         | Mediocampista  | 27             | Catania                  |
| 7     | Willi Koslowski         | Mediocampista  | 25             | Schalke 04               |
| 8     | Helmut Haller           | Delantero      | 23             | Augsburgo                |
| 9     | Uwe Seeler              | Delantero      | 25             | Hamburgo                 |
| 10    | Albert Brülls           | Mediocampista  | 25             | Borussia Mönchengladbach |
| 11    | Hans Schäfer            | Delantero      | 34             | Colonia                  |
| 12    | Hans Nowak              | Defensa        | 24             | Schalke 04               |
| 13    | Jürgen Kurbjuhn         | Defensa        | 21             | Hamburgo                 |
| 14    | Jürgen Werner           | Defensa        | 26             | Hamburgo                 |
| 15    | Willy Giesemann         | Mediocampista  | 24             | Bayern de Múnich         |
| 16    | Hans Sturm              | Mediocampista  | 27             | Colonia                  |
| 17    | Engelbert Kraus         | Delantero      | 27             | Kickers Offenbach        |
| 18    | Günther Herrmann        | Mediocampista  | 22             | Karlsruher               |
| 19    | Heinz Strehl            | Delantero      | 23             | Núremberg                |
| 20    | Heinz Vollmar           | Delantero      | 26             | Saarbrücken              |
| 21    | Günter Sawitzki         | Portero        | 29             | Stuttgart                |
| 22    | Wolfgang Fahrian        | Portero        | 20             | Ulm 1846                 |
| D. T. | Sepp Herberger          | Sepp Herberger | Sepp Herberger | Sepp Herberger           |

## Participación

### Grupo 2
| Equipo           | Pts | PJ | PG | PE | PP | GF | GC | Dif |
| ---------------- | --- | -- | -- | -- | -- | -- | -- | --- |
| Alemania Federal | 5   | 3  | 2  | 1  | 0  | 4  | 1  | 3   |
| Chile            | 4   | 3  | 2  | 0  | 1  | 5  | 3  | 2   |
| Italia           | 3   | 3  | 1  | 1  | 1  | 3  | 2  | 1   |
| Suiza            | 0   | 3  | 0  | 0  | 3  | 2  | 8  | -6  |

| 31 de mayo de 1962, 15:00 | Alemania Federal | 0:0     | Italia | Estadio Nacional, Santiago                                  |                                                             |
|                           |                  | Reporte |        | Asistencia: 65 440 espectadores Árbitro(s): Robert Davidson | Asistencia: 65 440 espectadores Árbitro(s): Robert Davidson |

| 3 de junio de 1962, 15:00 | Alemania Federal         | 2:1 (1:0) | Suiza         | Estadio Nacional, Santiago                           |                                                      |
|                           | Bruells 45' · Seeler 59' | Reporte   | Schneiter 73' | Asistencia: 64 922 espectadores Árbitro(s): Leo Horn | Asistencia: 64 922 espectadores Árbitro(s): Leo Horn |

| 6 de junio de 1962, 15:00 | Alemania Federal                  | 2:0 (1:0) | Chile | Estadio Nacional, Santiago                                  |                                                             |
|                           | Szymaniak 21' (pen.) · Seeler 82' | Reporte   |       | Asistencia: 67 224 espectadores Árbitro(s): Robert Davidson | Asistencia: 67 224 espectadores Árbitro(s): Robert Davidson |

### Cuartos de final
| 10 de junio de 1962, 14:30 | Yugoslavia    | 1:0 (0:0) | Alemania Federal | Estadio Nacional, Santiago                                  |                                                             |
|                            | Radaković 85' | Reporte   |                  | Asistencia: 63 324 espectadores Árbitro(s): Arturo Yamasaki | Asistencia: 63 324 espectadores Árbitro(s): Arturo Yamasaki |

## Estadísticas
| Equipo | Equipo           | Pts | PJ | PG | PE | PP | GF | GC | Dif | Rend  |
| ------ | ---------------- | --- | -- | -- | -- | -- | -- | -- | --- | ----- |
| 6      | Unión Soviética  | 5   | 4  | 2  | 1  | 1  | 9  | 7  | +2  | 62,5% |
| 7      | Alemania Federal | 5   | 4  | 2  | 1  | 1  | 4  | 2  | +2  | 62,5% |
| 8      | Inglaterra       | 3   | 4  | 1  | 1  | 2  | 5  | 6  | -1  | 37,5% |

### Goleadores
| Jugador         | Goles | PJ |
| Uwe Seeler      | 2     | 4  |
| --------------- | ----- | -- |
| Albert Bruells  | 1     | 4  |
| Horst Szymaniak | 1     | 4  |